# Пребиотик
Пребиотиците са хранителните вещества на полезните за храносмилателния тракт бактерии (наречени пробиотици). Такива например са продукти, производни на въглехидратите, несмилаеми фибри. За разлика от всеки друг компонент от хранителния режим, пребиотиците са единствените, които не се усвояват в храносмилателната система. Вместо това влакната, които са устойчиви на топлинни амплитуди, повишена киселинност и ензимите в стомаха и преминават през целия храносмилателен тракт.
Открити са през 1995 г. от биолога Марсел Робърфройд.
Пребиотиците се срещат в определени храни като лук, чесън, аспержи, зелен банан, корен от цикория или във вид на добавки, които имат полезна роля при оформянето на чревната микрофлора заедно с пробиотиците. Така фибрите подхранват, поддържат и стимулират растежа на пробиотиците. Проучванията показват, че включването на достатъчно пребиотични фибри в дневното меню, може да доведе до ползи за здравето на микрофлората и имунитета.
Пребиотиците се класифицират в три групи:
- Въглехидрати – фруктоолигозахариди, изомалтулоза, лактулоза, рафиноза и други;

- Протеини – гликопентиди, лактоглобулини;

- Витамини и техните производни – пантотенова киселина и други.[7]